# Messinasundet

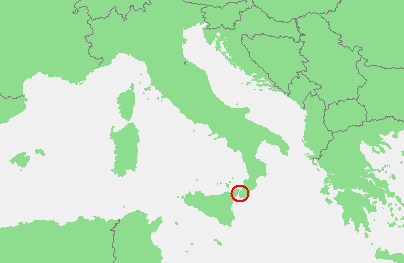
Lägeskarta

Messinasundet, Stretto di Messina, är ett sund i Medelhavet som skiljer Sicilien från Italiens fastland och förenar Tyrrenska havet med Joniska havet. Det är 42 kilometer långt och vid norra infarten mellan Punta del Faro på Sicilien och Torre Cavallo 3,28 kilometer brett, men vidgar sig mot söder till 18 kilometer. Det har omfattande färjetrafik bland annat mellan Messina på Sicilien och Villa San Giovanni i Kalabrien.

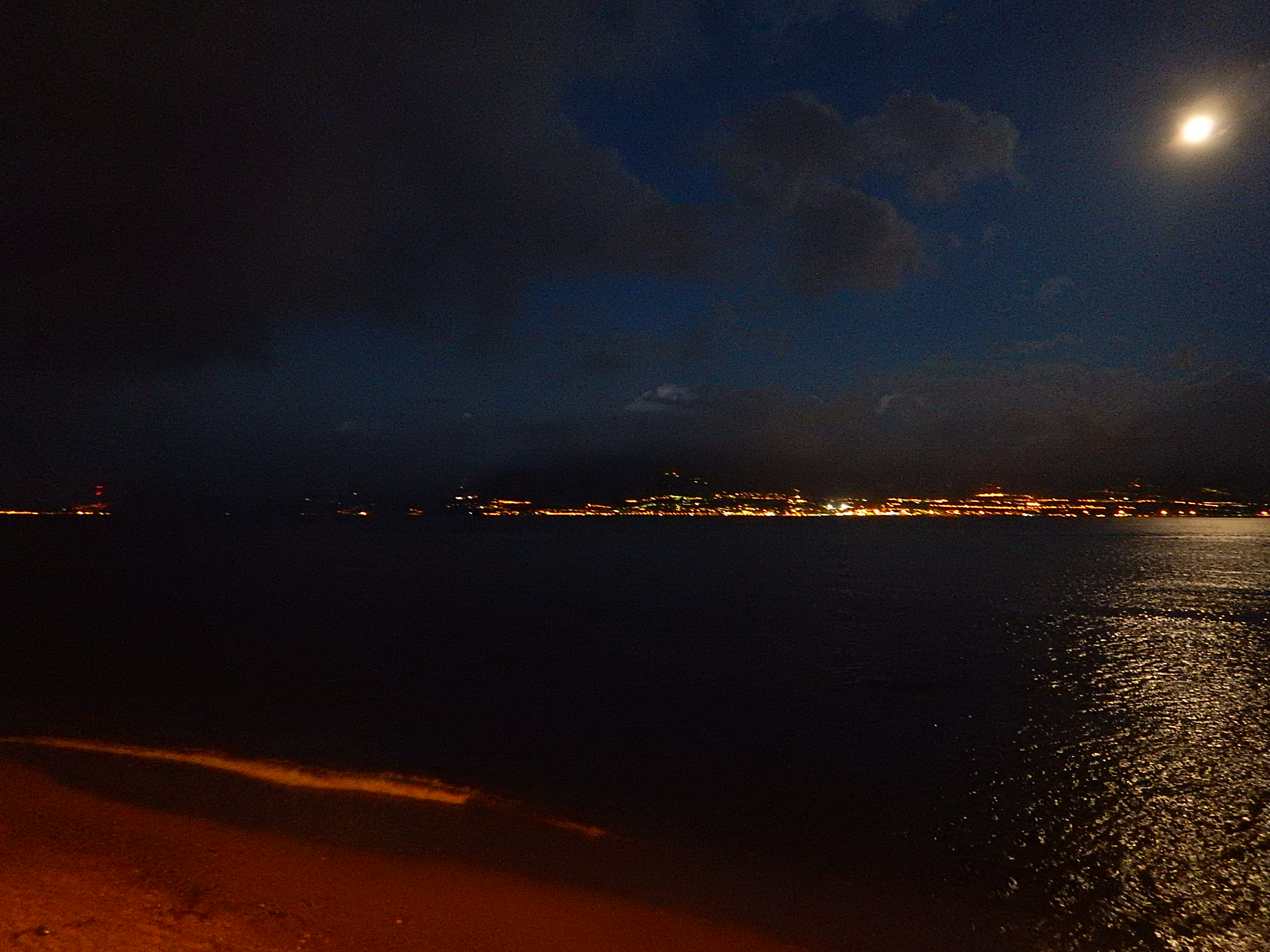
Messinasundet på natten.

I grekisk mytologi var Karybdis ett monster som förvandlade sig till en malström i Messinasundet för att försöka krossa sjömän, däribland Odysseus, emot havsvidundret Skyllas klippor. De utgör numera inga faror för sjöfarten. Karybdis förklaras vara en mycket kraftig virvel orsakad av tidvattnet och Skylla en personifikation av den våldsamma havsbränningen vid klippiga stränder.

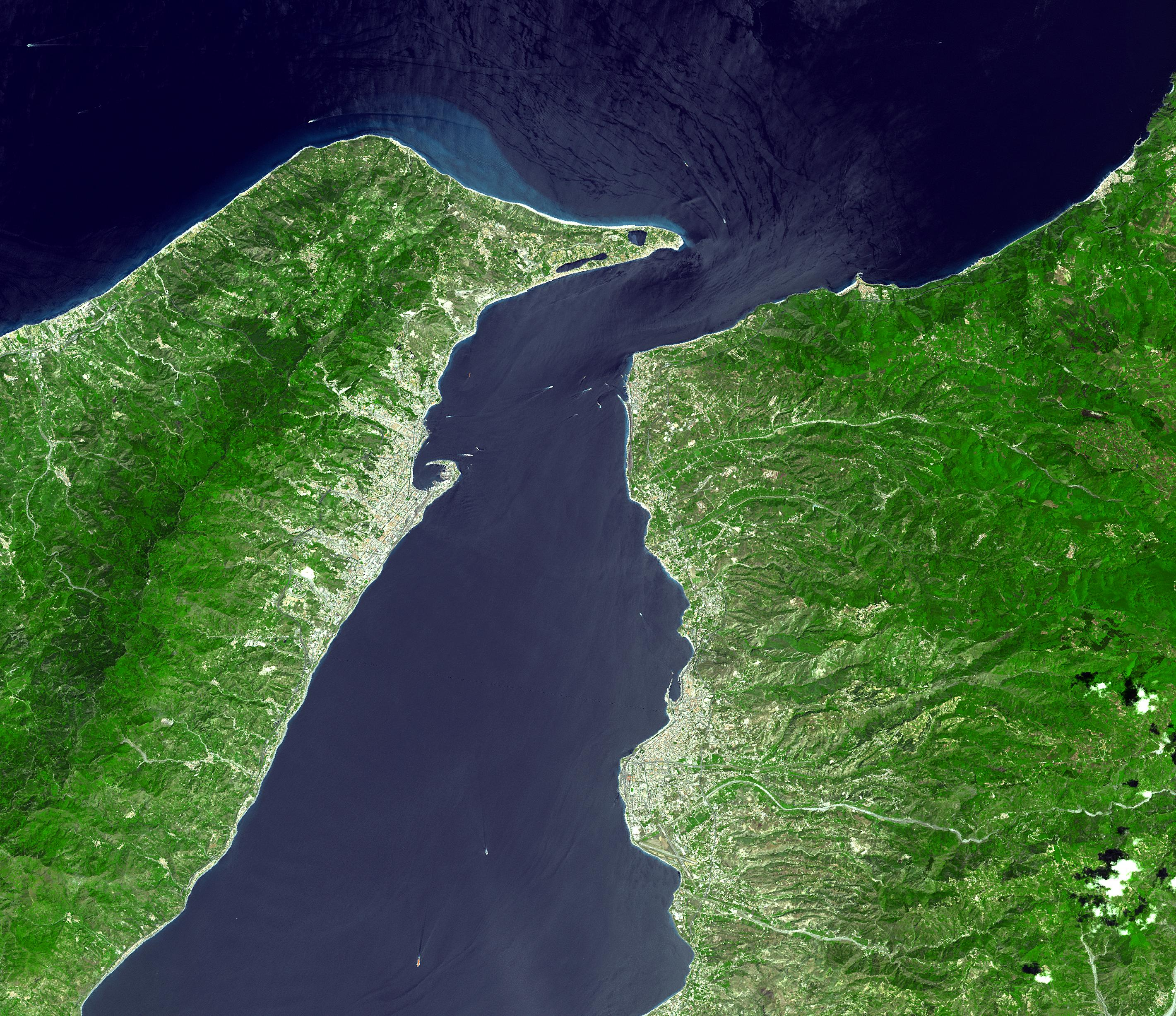
Satellitfoto över Messinasundet.